# کرون کستل
کرون کستل (انگلیسی: Crown Castle) شرکت مخابرات آمریکایی است، که در سال ۱۹۹۴ تأسیس شد.